# Parabuthus kraepelini
Espèce
Parabuthus kraepelini est une espèce de scorpions de la famille des Buthidae.

## Distribution
Cette espèce est endémique de Namibie. Elle se rencontre dans les régions  de Khomas, de Hardap, d'Otjozondjupa et de Kunene.

## Étymologie
Cette espèce est nommée en l'honneur de Karl Matthias Friedrich Magnus Kraepelin.

## Publication originale
- Werner, 1902 : « Die Skorpione, Pedipalpen und Solifugen in der zoologisch-vergleichend-anatomischen Sammlung der Wiener Universität. » Verhandlungen der Zoologisch-botanischen Gesellschaft in Wien, vol. 52, no 9, p. 595-608.